# Néstor F. Marqués
Néstor F. Marqués (Segovia, 11 de junio de 1991) es un arqueólogo, numísmata y divulgador español.

## Trayectoria
En 2013 se graduó en arqueología por la Universidad Autónoma de Barcelona y cursó un máster en Arqueología del Mediterráneo en la Antigüedad en la Universidad Complutense de Madrid. Sus primeras investigaciones se centraron en la numismática romana, especialmente en el ámbito provincial.
Entre 2015 y 2016 colaboró con José María Luzón Nogué para crear el Laboratorio de Humanidades Digitales (LHD) de la Real Academia de Bellas Artes de San Fernando, un espacio de experimentación en el campo de la tecnología aplicada al patrimonio, con especial interés en el desarrollo de la virtualización 3D a través de fotogrametría. [cita requerida]
Desarrolla estrategias de accesibilidad universal mediante la creación de réplicas a tamaño natural, aumentado o reducido de las piezas gracias a la impresión 3D, en colaboración con expertos como el equipo de Vilamuseu, junto al que consiguió en 2020 el Premio Internacional de Plata del Diseño Universal (IAUD). Llevó a cabo proyectos como la documentación virtual y la creación de una réplica de impresión 3D de la Virgen del Acueducto de Segovia o la documentación 3D de toda la estructura del propio acueducto romano junto a Miguel Fernández, de Virtua Nostrum.
Como divulgador también participó en el documental Europa desde el cielo de National Geographic[cita requerida] y es colaborador en el programa de divulgación histórica El condensador de fluzo de La 2 de TVE.

## Obras
- 2024. Gladiadores: Espectáculos y ocio en la Antigua Roma. Espasa. (obra colaborativa con Iban Martín).[11]
- 2024. La Roma de Constantino. Desperta Ferro. (obra colaborativa con Pablo Aparicio Resco).[12]
- 2023. Momentos de la antigua Roma que cambiaron el mundo. Espasa.[13]
- 2021. ¡Que los Dioses nos ayuden! Religiones, ritos y supersticiones de la antigua Roma. Espasa.[14]
- 2019. Fake News de la antigua Roma. Engaños, propaganda y mentiras de hace 2000 años. Espasa.[15]
- 2018. Un año en la antigua Roma. La vida cotidiana de los romanos a través de su calendario. Espasa.[16]